# Peter Harings
Pour les articles homonymes, voir Harings.
Peter Harings, né le 16 juin 1961 à Sibbe dans la province de  Limbourg, est un coureur cycliste néerlandais, professionnel de 1985 à 1989. 
Ses oncles Ger, Huub et Jan Harings ont également été cyclistes professionnels.

## Biographie
Peter Harings finit 20e de Liège-Bastogne-Liège en 1986. L'année d'après, il prend la deuxième place de la Flèche brabançonne et remporte le maillot de la montagne du Tour du Danemark.

## Palmarès sur route

### Palmarès amateur
- 1982
  - 3e du Tour de la province de Liège
- 1983
  - 2eb étape du Triptyque ardennais
  - 2e du Triptyque ardennais
- 1985
  -  Champion des Pays-Bas sur route amateurs
  - 5e étape du Circuit des Ardennes
  - Triptyque ardennais :
    - Classement général
    - 3e étape

  - 9e étape du Sealink International Grand Prix
  - 2e du Circuit des Ardennes
  - 2e du Tour du Hainaut occidental
  - 3e du Tour du Limbourg

### Palmarès professionnel
- 1987
  - 4e étape du Tour du Danemark
  - 2e de la Flèche brabançonne

### Résultats sur les grands tours

#### Tour d'Espagne
1 participation 
- 1986 : abandon (20e étape)

## Palmarès de cyclo-cross
- 1977-1978
  - 2e du championnat des Pays-Bas de cyclo-cross juniors
- 1982-1983
  - 3e du championnat des Pays-Bas de cyclo-cross amateurs
- 1984-1985
  -  Champion des Pays-Bas de cyclo-cross amateurs